# Metsjön, Uppland
Metsjön är en sjö i Norrtälje kommun i Uppland och ingår i Norrtäljeåns huvudavrinningsområde. Sjön är 6 meter djup, har en area på 0,391 kvadratkilometer och ligger 14 meter över havet.

## Delavrinningsområde
Metsjön ingår i det delavrinningsområde (662647-163985) som SMHI kallar för Utloppet av Långsjön. Medelhöjden är 28 meter över havet och ytan är 20,9 kvadratkilometer. Det finns inga avrinningsområden uppströms utan avrinningsområdet är högsta punkten. Vattendraget som avvattnar avrinningsområdet har biflödesordning 2, vilket innebär att vattnet flödar genom totalt 2 vattendrag innan det når havet efter 21 kilometer. Avrinningsområdet består mestadels av skog (57 procent) och jordbruk (18 procent). Avrinningsområdet har 2,37 kvadratkilometer vattenytor vilket ger det en sjöprocent på 11,3 procent. Bebyggelsen i området täcker en yta av 1,46 kvadratkilometer eller 7 procent av avrinningsområdet.